# Битва русских с кабардинцами, или Прекрасная магометанка, умирающая на гробе своего супруга
«Битва русских с кабардинцами, или Прекрасная магометанка, умирающая на гробе своего супруга» (1840) — роман Николая Зряхова. Один из самых популярных романов в России XIX века, ставший символом лубочной литературы.

## Сюжет
История любви есаула Победоносцева и княжны Селимы, дочери князя Узбека, которая разворачивается на фоне Кавказской войны.

## История романа
Роман «Битва русских с кабардинцами…» с подзаголовком «русская повесть с военными маршами и хорами певчих» вышел осенью 1840 года. Критика разгромила роман за примитивный сюжет и сентименталистские штампы, уничижающие рецензии вышли в журналах «Сын Отечества» и «Библиотека для чтения». Роман пользовался популярностью среди мещанского и купеческого сословий, а перейдя в лубок, распространился в крестьянской среде. О популярности романа свидетельствует огромное для XIX века количество переизданий. Первое издание было быстро раскуплено, и второе вышло в тот же 1840 год. В последующее десятилетие роман издавался почти ежегодно. Всего в дореволюционный период вышло около сорока переизданий романа, не считая появившихся вскоре подражаний: «Битва русских с турками, или Красный мальчик», «Битва русских с кабардинцами, или Прекрасная Зелима, умирающая на могиле своего мужа» и др. В романе Александра Куприна «Юнкера» одному из персонажей предлагают типичный товар книжного ларька:

Что прикажете, купец? Сонники? письмовники? гадательные книжки? романы самые животрепещущие? Францыль Венециан? Гуак или Непреоборимая резкость? Турецкий генерал Марцимирис? Прекрасная магометанка, умирающая на могиле своего мужа?

Исследователь массовой литературы XIX века Абрам Рейблат писал:

Читательская судьба этой книги (как и её автора) уникальна и заслуживает специальной главы в не написанной ещё истории русских литературных репутаций.